# Джоді Лукокі
Джоді Лукокі (нід. Jody Lukoki, 15 листопада 1992, Кіншаса — 9 травня 2022) — конголезький та нідерландський футболіст, фланговий півзахисник.

## Ранні роки
Джоді Лукокі народився 15 листопада 1992 року в Заїрі, але через війну в країні він разом з батьками й братом-близнюком Маджером переїхали в Нідерланди. З десяти років Джоді грав у футбол за дитячу команду «ВВА/Спартан» з Амстердама, а вже через гарлемський «Янг Бойз» він потрапив в юнацький склад амстердамського «Аякса».

## Кар'єра

### Клубна
В середині грудня 2010 року Лукокі був переведений головним тренером клубу Франком де Буром в основний склад «Аякса». 18 грудня вперше він був включений в заявку команди на майбутній матч чемпіонату. Дебют Джоді відбувся 19 січня 2011 року в грі з «Феєнордом». На полі 18-річний футболіст з'явився на 80-й хвилині замість Лоренцо Ебесіліо. Завдяки голам Тобі Алдервейрелда і Міралема Сулеймані «Аякс» виграв з рахунком 2:0. У лютому 2011 року Джоді уклав з «Аяксом» професійний контракт до 30 червня 2012 року, а у грудні угоду було продовжено до 2015 року.
У серпні 2013 року Лукокі був відданий в оренду на один сезон клубу «Камбюр». Дебютував за команду 4 серпня в матчі чемпіонату з «Бредою», вийшовши на заміну на початку другого тайму. У восьмому турі Лукокі забив свій перший гол за «Камбюр», вразивши ворота «Геренвена».
На початку серпня 2014 році Джоді перейшов в «Зволле», підписавши з клубом трирічний контракт і провів в команді наступний сезон.
26 червня 2015 року було оголошено про перехід Лукокі в болгарський клуб «Лудогорець». Відтоді встиг відіграти за команду з міста Разграда 19 матчів в національному чемпіонаті.
У липні 2020 року підписав дворічний контракт з турецьким клубом «Єні Малатьяспор».
У липні 2021 року перейшов до нідерландської команди «Твенте».

### У збірній
Попри подвійне громадянство, Лукокі вирішив виступати за молодіжну збірну Нідерландів. Його дебют в команді до 19 років відбувся 7 жовтня 2010 року у кваліфікаційному раунді до чемпіонату Європи проти однолітків зі Словенії, який завершився перемогою «помаранчевих» з рахунком 2:0. На полі Джоді з'явився відразу після перерви, замінивши півзахисника Ола Джона, і вже на 63-й хвилині відзначився голом. Після цього у наступній грі проти Мальти Лукокі вийшов у стартовому складі.
Протягом 2013–2014 років залучався до складу молодіжної збірної Нідерландів. На молодіжному рівні зіграв у 9 товариських матчах.
28 березня 2015 року Лукокі дебютував за збірної Демократичної Республіки Конго в товариській грі проти збірної Іраку (1:2).

## Смерть
9 травня 2022 року Лукокі помер у віці 29 років від зупинки серця в лікарні в Алмере після побоїв, які завдали йому члени родини.

## Титули й досягнення
- Чемпіон Нідерландів (3):

«Аякс»: 2010-11, 2011-12, 2012-13
- Чемпіон Болгарії (4):

«Лудогорець»: 2015-16, 2016-17, 2017-18, 2018-19
- Володар Суперкубка Болгарії (2):

«Лудогорець»: 2018, 2019